# Jean-Baptiste Isabey
Jean-Baptiste Isabey (Nancy, 11 aprile 1767 – Parigi, 18 aprile 1855) è stato un incisore, pittore e miniaturista francese.

## Biografia
Era figlio di Jacques Isabey e sua madre Marie Poirel, modesti commercianti di generi alimentari. Il fratello maggiore Louis, musicista, diventò primo violinista dello zar di Russia.
Trasferitosi nel 1785 a Parigi fu allievo del celebre Jacques-Louis David. Già famoso prima della Rivoluzione francese, arrivò all'apice del successo durante l'Impero di Napoleone Bonaparte, quando fu pittore decoratore di corte oltreché incisore di ritratti, scene storiche e paesaggi.
Esponente dello stile Impero, fu fedele organizzatore di cerimonie, come quella dell'incoronazione. Fu anche discreto ceramista (Tavola dei Marescialli ) e scrittore: ci lasciò delle Memorie. Una delle sue opere pittoriche più celebri, largamente riprodotta nel corso dell'Ottocento, fu la raffigurazione dei rappresentanti al Congresso di Vienna del 1815.
Morto all'età di ottantotto anni, nella sua lunga esistenza poté tanto dipingere l'ultima regina dell'Ancien Régime, Maria Antonietta, quanto l'ultima sovrana di Francia, l'imperatrice Eugenia.